# 기장군수
기장군수는 부산광역시 기장군의 행정사무를 담당하는 지방관리관 상당의 선출직 공무원이다.

## 역대 기장군수
| 구분     | 성명           | 재임기간                        | 비고     |
| -------- | -------------- | ------------------------------- | -------- |
| 1        | 손현식(孫賢植) | 1995년 3월 1일~1995년 6월 29일  |          |
| 2        | 오규석(吳奎錫) | 1995년 7월 1일~1998년 4월 29일  | 민선 1기 |
| 권한대행 | 김인태(金寅泰) | 1998년 4월 30일~1998년 6월 30일 | 부군수   |
| 3        | 최현돌(崔鉉乭) | 1998년 7월 1일~2002년 6월 30일  | 민선 2기 |
| 4        | 최현돌(崔鉉乭) | 2002년 7월 1일~2006년 6월 30일  | 민선 3기 |
| 5        | 최현돌(崔鉉乭) | 2006년 7월 1일~2010년 6월 30일  | 민선 4기 |
| 6        | 오규석(吳奎錫) | 2010년 7월 1일~2014년 6월 30일  | 민선 5기 |
| 7        | 오규석(吳奎錫) | 2014년 7월 1일~2018년 6월 30일  | 민선 6기 |
| 8        | 오규석(吳奎錫) | 2018년 7월 1일~2022년 6월 30일  | 민선 7기 |
| 9        | 정종복(丁宗福) | 2022년 7월 1일~                 | 민선 8기 |